# Onthophagus carpophilus
Onthophagus carpophilus är en skalbaggsart som beskrevs av Guido Pereira och Halffter 1961. Onthophagus carpophilus ingår i släktet Onthophagus och familjen bladhorningar. Inga underarter finns listade i Catalogue of Life.